# Histioea cepheus
Histioea cepheus är en fjärilsart som beskrevs av Pieter Cramer 1779. Histioea cepheus ingår i släktet Histioea och familjen björnspinnare. Inga underarter finns listade i Catalogue of Life.

## Bildgalleri

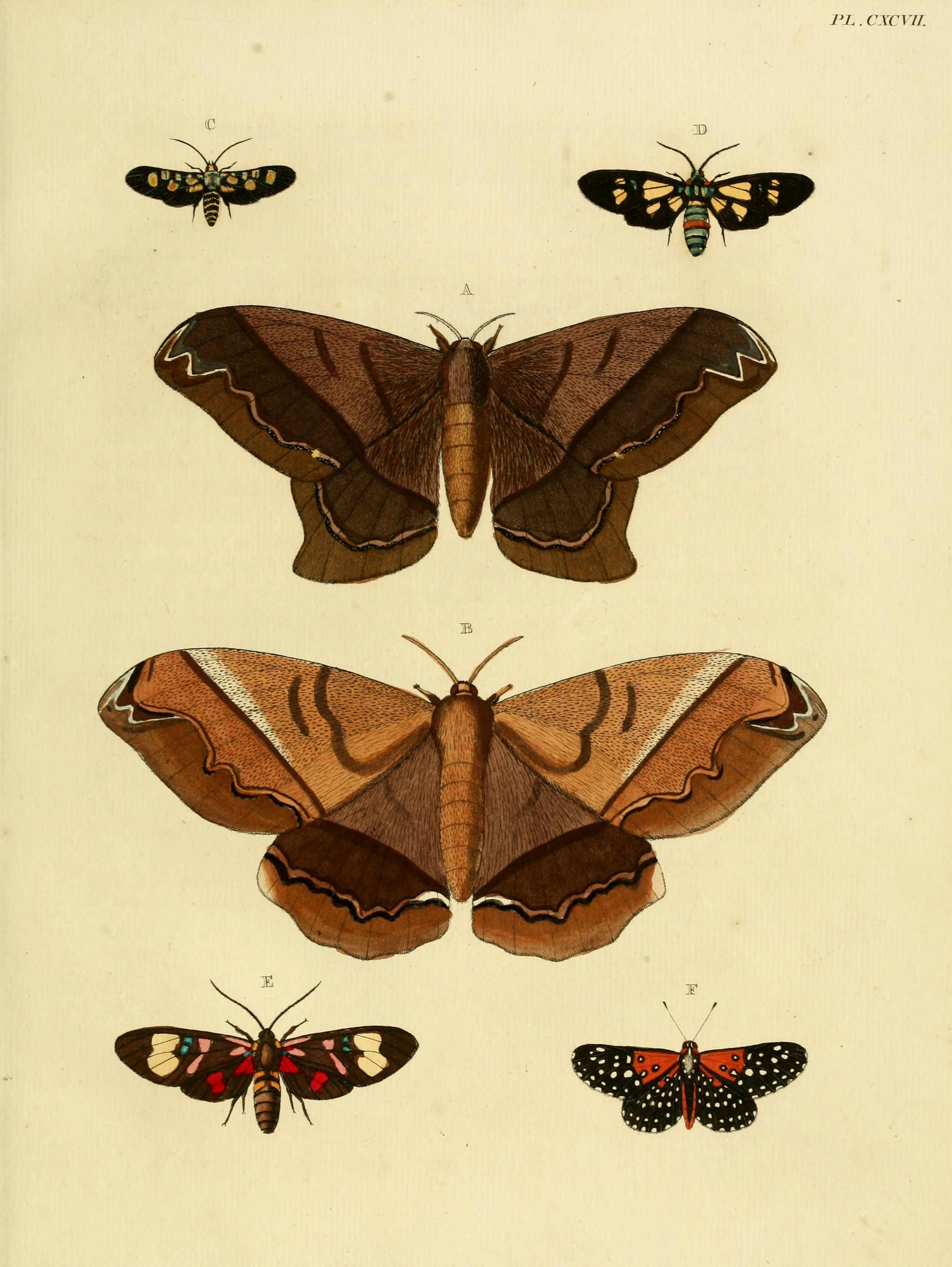